# Mali malajski kančil
Mali malajski kančil (znanstveno ime Tragulus javanicus) je vrsta sodoprstega kopitarja iz družine pritlikavih pižmarjev, razširjena v gozdovih otoka Java v Jugovzhodni Aziji.

## Telesne značilnosti
Je najmanjši predstavnik svoje družine in tudi najmanjši kopitar sploh, saj je po telesni dolžini 45 do 56 cm in teži med 1 in 2 kg podoben zajcu. Samice so nekoliko manjše od samcev. Podobno kot ostali pritlikavi pižmarji ima čokato telo in tanke noge, nič debelejše od svinčnika. Z njimi si deli tudi več značilnosti, po katerih taksonomi sklepajo, da so pritlikavi pižmarji vmesni člen med neprežvekovalci in prežvekovalci: imajo sicer prebavilo, prirejeno za fermentacijo hrane, a nimajo rogovja, samci imajo dolge podočnike, ki stalno rastejo, razviti so vsi štirje prsti na nogah in tudi po nekaterih vedenjskih značilnostih so bolj podobni prašičem. Kožuh malega malajskega kančila je rdečkasto-rjav in bel po trebuhu, po vratu so navpične bele lise. Od ostalih predstavnikov družine se loči tudi po trikotni glavi s koničastim gobcem in po privzdignjenem zadku.

## Vedenje in habitat
Je plašna žival s prikritim načinom življenja, aktivna predvsem ponoči, zato o njej ni veliko znanega. Živi v tropskih deževnih gozdovih, pri čemer preferira bolj skalnate predele. Prehranjuje se z listjem, poganjki in odpadlimi plodovi, v ujetništvu pa tudi z žuželkami.
Živi v monogamnih družinskih krdelih ali pa samotarsko. Tako samci kot samice vzpostavijo teritorije, ki jih označujejo z izločki žlez na spodnji čeljusti. Svoj teritorij branijo pred vsiljivci z ostrimi čekani, vendar samci ne tekmujejo za samice kot drugi kopitarji. Samica poleže vedno le enega mladiča, breja je praktično vse življenje, saj postane plodna že dan ali dva po skotitvi in se prične pariti.
Zaradi majhnosti so pogost plen večjih plazilcev in ptičev, ogroža pa jih uničevanje njihovega habitata in prekomeren lov. Domačini jih namreč lovijo zaradi kože, ki jo uporabljajo za izdelavo plaščev in torbic.

## Taksonomija
Definicija vrste še ni popolnoma dorečena. Tipski primerek, po katerem je bila vrsta opisana, ni ohranjen, zato se je v preteklosti ime uporabljalo celo za skupino večjih vrst pritlikavih kančilov, razširjenih drugod po Jugovzhodni Aziji. V kasnejših taksonomskih revizijah je bilo dodeljeno primerkom, zbranim na Javi, za katere se je nadalje izkazalo, da se po različnih znakih zanesljivo ločijo od sorodnih vrst. Trenutno torej velja, da je vrsta Tragulus javanicus endemična na Javi, z možno izjemo enega nepotrjenega podatka z Balija. Bližnje sorodni sta še vrsti Tragulus williamsoni s severa Tajske in širše razširjeni Tragulus kanchil.